# Lista planetelor minore: 78001–79000
| Nume                                            | Denumire provizorie                             | Data descoperirii                               | Locul descoperirii                              | Descoperitor(i)                                 |                                                 |                                                 |                                                 |                                                 |                                                 |                                                 |                                                 |                                                 |                                                 |                                                 |                                                 |                                                 |                                                 |                                                 |                                                 |                                                 |                                                 |                                                 |                                                 |                                                 |                                                 |                                                 |                                                 |                                                 |                                                 |                                                 |                                                 |                                                 |                                                 |                                                 |                                                 |                                                 |                                                 |                                                 |                                                 |                                                 |                                                 |                                                 |                                                 |                                                 |                                                 |                                                 |                                                 |                                                 |                                                 |
| 78001–78100 Lista planetelor minore/78001–78100 | 78001–78100 Lista planetelor minore/78001–78100 | 78001–78100 Lista planetelor minore/78001–78100 | 78001–78100 Lista planetelor minore/78001–78100 | 78001–78100 Lista planetelor minore/78001–78100 | 78101–78200 Lista planetelor minore/78101–78200 | 78101–78200 Lista planetelor minore/78101–78200 | 78101–78200 Lista planetelor minore/78101–78200 | 78101–78200 Lista planetelor minore/78101–78200 | 78101–78200 Lista planetelor minore/78101–78200 | 78201–78300 Lista planetelor minore/78201–78300 | 78201–78300 Lista planetelor minore/78201–78300 | 78201–78300 Lista planetelor minore/78201–78300 | 78201–78300 Lista planetelor minore/78201–78300 | 78201–78300 Lista planetelor minore/78201–78300 | 78301–78400 Lista planetelor minore/78301–78400 | 78301–78400 Lista planetelor minore/78301–78400 | 78301–78400 Lista planetelor minore/78301–78400 | 78301–78400 Lista planetelor minore/78301–78400 | 78301–78400 Lista planetelor minore/78301–78400 | 78401–78500 Lista planetelor minore/78401–78500 | 78401–78500 Lista planetelor minore/78401–78500 | 78401–78500 Lista planetelor minore/78401–78500 | 78401–78500 Lista planetelor minore/78401–78500 | 78401–78500 Lista planetelor minore/78401–78500 | 78501–78600 Lista planetelor minore/78501–78600 | 78501–78600 Lista planetelor minore/78501–78600 | 78501–78600 Lista planetelor minore/78501–78600 | 78501–78600 Lista planetelor minore/78501–78600 | 78501–78600 Lista planetelor minore/78501–78600 | 78601–78700 Lista planetelor minore/78601–78700 | 78601–78700 Lista planetelor minore/78601–78700 | 78601–78700 Lista planetelor minore/78601–78700 | 78601–78700 Lista planetelor minore/78601–78700 | 78601–78700 Lista planetelor minore/78601–78700 | 78701–78800 Lista planetelor minore/78701–78800 | 78701–78800 Lista planetelor minore/78701–78800 | 78701–78800 Lista planetelor minore/78701–78800 | 78701–78800 Lista planetelor minore/78701–78800 | 78701–78800 Lista planetelor minore/78701–78800 | 78801–78900 Lista planetelor minore/78801–78900 | 78801–78900 Lista planetelor minore/78801–78900 | 78801–78900 Lista planetelor minore/78801–78900 | 78801–78900 Lista planetelor minore/78801–78900 | 78801–78900 Lista planetelor minore/78801–78900 | 78901–79000 Lista planetelor minore/78901–79000 | 78901–79000 Lista planetelor minore/78901–79000 | 78901–79000 Lista planetelor minore/78901–79000 | 78901–79000 Lista planetelor minore/78901–79000 | 78901–79000 Lista planetelor minore/78901–79000 |
| ----------------------------------------------- | ----------------------------------------------- | ----------------------------------------------- | ----------------------------------------------- | ----------------------------------------------- | ----------------------------------------------- | ----------------------------------------------- | ----------------------------------------------- | ----------------------------------------------- | ----------------------------------------------- | ----------------------------------------------- | ----------------------------------------------- | ----------------------------------------------- | ----------------------------------------------- | ----------------------------------------------- | ----------------------------------------------- | ----------------------------------------------- | ----------------------------------------------- | ----------------------------------------------- | ----------------------------------------------- | ----------------------------------------------- | ----------------------------------------------- | ----------------------------------------------- | ----------------------------------------------- | ----------------------------------------------- | ----------------------------------------------- | ----------------------------------------------- | ----------------------------------------------- | ----------------------------------------------- | ----------------------------------------------- | ----------------------------------------------- | ----------------------------------------------- | ----------------------------------------------- | ----------------------------------------------- | ----------------------------------------------- | ----------------------------------------------- | ----------------------------------------------- | ----------------------------------------------- | ----------------------------------------------- | ----------------------------------------------- | ----------------------------------------------- | ----------------------------------------------- | ----------------------------------------------- | ----------------------------------------------- | ----------------------------------------------- | ----------------------------------------------- | ----------------------------------------------- | ----------------------------------------------- | ----------------------------------------------- | ----------------------------------------------- |

| Predecesor: 77001–78000 | Lista planetelor minore 78001–79000 Semnificații ale numelor: 78001–79000 | Succesor: 79001–80000 |